# Goce Sedloski
Goce Sedloski (mazedonisch Гоце Седлоски; * 10. April 1974 in Golemo Konjari) ist ein ehemaliger mazedonischer Fußballspieler und nunmehriger Fußballtrainer.

## Karriere als Spieler
Der mazedonische Rekordnationalspieler begann seine Karriere bei Hajduk Split in Kroatien. 1997 wechselte der Innenverteidiger zu Sheffield Wednesday nach England. 2000 ging Sedloski wieder zurück nach Kroatien zu Dinamo Zagreb. In Zagreb wurde er dreimal kroatischer Meister sowie dreimal kroatischer Pokalsieger. Der nächste Verein war Vegalta Sendai. Nach diesem Kurzauftritt in Japan ging er in die Türkei. In der Saison 2005/06 spielte der Mazedonier 27 Spiele für Diyarbakirspor. Seit Anfang der Saison 2006/07 spielt Sedloski beim SV Mattersburg.
Sedloski machte am 29. Mai 2010 gegen Aserbaidschan sein 100. und letztes Spiel für das mazedonische Nationalteam und erzielte bisher acht Tore.

## Karriere als Trainer
Im Sommer 2010 beendete Sedloski bei der SV Mattersburg seine aktive Laufbahn als Spieler. Nachdem ihn der Verein halten wollte, nahm er das Angebot an und wechselte in das Betreuerteam, wo er seitdem die Stelle des Assistenztrainers von Cheftrainer Franz Lederer einnimmt.

## Erfolge
- 3 Mal kroatischer Meister mit Dinamo Zagreb
- 3 Mal kroatischer Pokalsieger mit Dinamo Zagreb
- 2 Mal kroatischer Supercupsieger mit Dinamo Zagreb

## Privates
Seine Tochter Andrea Sedloska spielt professionell Handball.